# Виживший
«Виживший» — радянський художній фільм 1991 року, знятий режисером Аяганом Шажимбаєвим на кіностудії «Казахфільм».

## Сюжет
Сучасна трагедія двох людей похилого віку, які пережили пекло війни і сталінських репресій, але не втратили надію і любов до життя, до рідної землі.

## У ролях
- Касим Жакібаєв — дід Мукатай
- Галина Макарова — бабка Маруся
- Кенес Нурланов — молодий Мукатай
- Алла Тараканова — молода Маруся
- Віктор Бутаков — начальник конвою
- Акил Куланбаєв — друг Мукатая
- Олена Треніна — Клавдія
- Камалія Байтулеуова — дружина Мукатая
- Анвар Боранбаєв — епізод
- Айбар Теменов — епізод
- Нишан Тлеубергенов — епізод
- Мурат Нурасілов — слідчий
- Павло Заворикін — епізод
- Владислав Талдиков — епізод
- Жанас Іскаков — епізод
- Бахитжан Альпеїсов — епізод

## Знімальна група
- Режисер — Аяган Шажимбаєв
- Сценаристи — Жусіпбек Коргасбеков, Вадим Трунін, Аяган Шажимбаєв
- Оператор — Абільтай Кастєєв
- Художники — Володимир Арискін, Сейдулла Байтереков